# 出石郡
出石郡（日语：／ Izushi gun */?）是過去位於兵庫縣北部的郡，已於2005年4月1日因無管轄町村而被廢除。
過去的範圍位於現在的豐岡市東半部地區。

## 歷史
在令制國時代屬於但馬國。19世紀末江戶時代結束之際，出石郡大部分地區屬於出石藩的領地，另有少部分地區屬於幕府的領地。
隨著1868年幕府的結束及接著實施的廢藩置縣政策，曾分別先後隸屬府中裁判所、久美濱縣、出石縣，1871年全數被整併到豐岡縣內，1876年再次整併到兵庫縣。
1879年實施郡區町村編制法，正式的設置了近代的行政區劃「出石郡」，但當時是與氣多郡共同設置「出石氣多郡役所」，郡役所設於出石町出石地區（位於現在的豐岡市）。

### 沿革

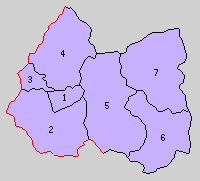
1889年出石郡轄下的行政區劃
1.出石町 2.室埴村 3.小坂村 4.神美村 5.合橋村 6.高橋村 7.資母村

- 1889年4月1日：實施町村制，出石郡下設：出石町（日语：出石町）[2]、室埴村（日语：室埴村）、小坂村（日语：小坂村 (兵庫県)）、神美村（日语：神美村）、合橋村（日语：合橋村）、高橋村（日语：高橋村 (兵庫県)）、資母村（日语：資母村）。（1町6村）
- 1896年04月1日：實施郡制（日语：郡制），設立郡參事會（日语：郡参事会）。
- 1923年04月1日：廢除郡會和郡參事會。
- 1926年07月1日：廢除郡役所，此後郡不再作為行政區劃，只作為地名的表示。
- 1956年09月30日：合橋村、資母村、高橋村合併為但東町（日语：但東町）。[2]（2町3村）
- 1957年9月1日：神美村被廢除，部分地區被併入豐岡市，其餘地區與出石町、室埴村、小坂村合併為新設立的出石町。[2]（2町）
- 2005年04月1日：出石町、但東町和豐岡市、城崎郡城崎町（日语：城崎町）、竹野町（日语：竹野町）、日高町（日语：日高町 (兵庫県)）合併為新設立的豐岡市[3]，並脫離出石町，同時出石郡因無管轄町村而廢出。

### 變遷表
| 1889年4月1日 | 1889年-1926年 | 1926年-1944年 | 1944年-1954年 | 1954年-1989年           | 1989年-現在         | 現在                |
| ------------ | ------------- | ------------- | ------------- | ----------------------- | ------------------- | ------------------- |
| 神美村       | 神美村        | 神美村        | 神美村        | 1957年9月1日 併入豐岡市 | 2005年4月1日 豐岡市 | 2005年4月1日 豐岡市 |
| 神美村       | 神美村        | 神美村        | 神美村        | 1957年9月1日 出石町     | 2005年4月1日 豐岡市 | 2005年4月1日 豐岡市 |
| 出石町       |               |               |               |                         | 2005年4月1日 豐岡市 | 2005年4月1日 豐岡市 |
| 室埴村       |               |               |               |                         | 2005年4月1日 豐岡市 | 2005年4月1日 豐岡市 |
| 小坂村       |               |               |               |                         | 2005年4月1日 豐岡市 | 2005年4月1日 豐岡市 |
| 合橋村       | 合橋村        | 合橋村        | 合橋村        | 1956年9月30日 但東町    | 2005年4月1日 豐岡市 | 2005年4月1日 豐岡市 |
| 高橋村       |               |               |               | 1956年9月30日 但東町    | 2005年4月1日 豐岡市 | 2005年4月1日 豐岡市 |
| 資母村       |               |               |               | 1956年9月30日 但東町    | 2005年4月1日 豐岡市 | 2005年4月1日 豐岡市 |